# Coregonus subautumnalis
Coregonus subautumnalis is een straalvinnige vissensoort uit de familie van de zalmen (Salmonidae) en de onderfamilie van de houtingen. De wetenschappelijke naam van de soort is voor het eerst geldig gepubliceerd in 1932 door Kaganowsky.
Deze houtingsoort komt voor in de Zee van Ochotsk en trekt naar in de monding van de rivier de Pelzhami om te paaien. Deze paaiplaatsen worden overbevist en daarom staat deze soort als kwetsbaar op de Rode Lijst van de IUCN.